# Delta de la Meuse et du Rhin

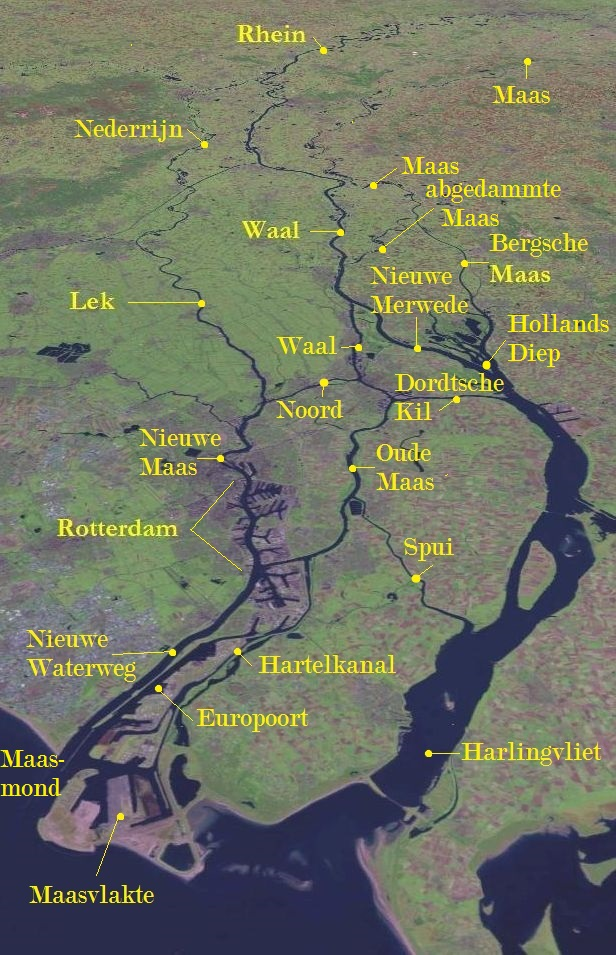
Carte du delta.

Le delta de la Meuse et du Rhin (en néerlandais : Rijn-Maas-Scheldedelta, soit delta du Rhin, de la Meuse et de l'Escaut) est un delta situé dans les Pays-Bas et donnant sur la mer du Nord, formé par la confluence de la Meuse, du Rhin, ainsi que, plus au sud, de l'Escaut.

## Nom
Le delta est parfois appelé plus simplement « delta du Rhin » ; le Rhin forme cependant un autre delta, qui porte le même nom, en aboutissant dans le lac de Constance au niveau de la frontière entre l'Autriche et la Suisse.
On parle aussi parfois du « delta Rhin-Meuse-Escaut ».

## Géographie

### Généralités
Le delta est formé au nord par la confluence, au sud-est de Rotterdam, du Rhin et de la Meuse. À une quarantaine de kilomètres au sud, au niveau d'Anvers, l'Escaut se jette également dans la mer du Nord. L'ensemble de ces cours d'eau se subdivise en différents bras, formant de nombreuses îles et aboutissant finalement dans la mer du Nord au niveau de plusieurs bras de mer distincts.
L'hydronymie de la région est complexe, particulièrement parce qu'une rivière qui semble continue peut changer de nom plusieurs fois. Une partie du cours du Rhin, par exemple, devient le canal de Bijland après la frontière germano-néerlandaise, puis le canal de Pannerden, le Rhin inférieur, le Lek, la Nouvelle Meuse, la Scheur et le Nieuwe Waterweg avant d'aboutir à la mer.

### Hydrographie

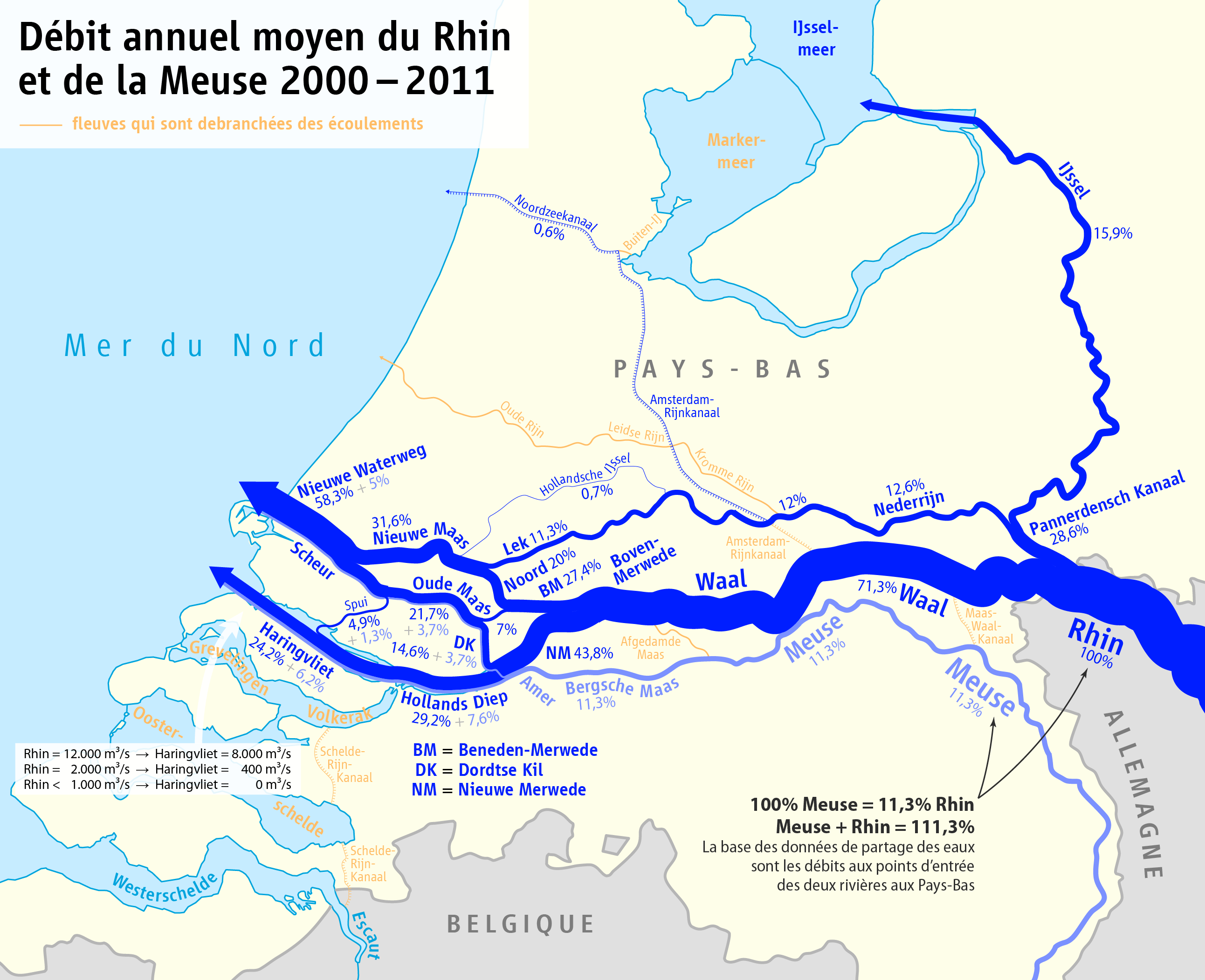
Partage des eaux du Rhin et de la Meuse

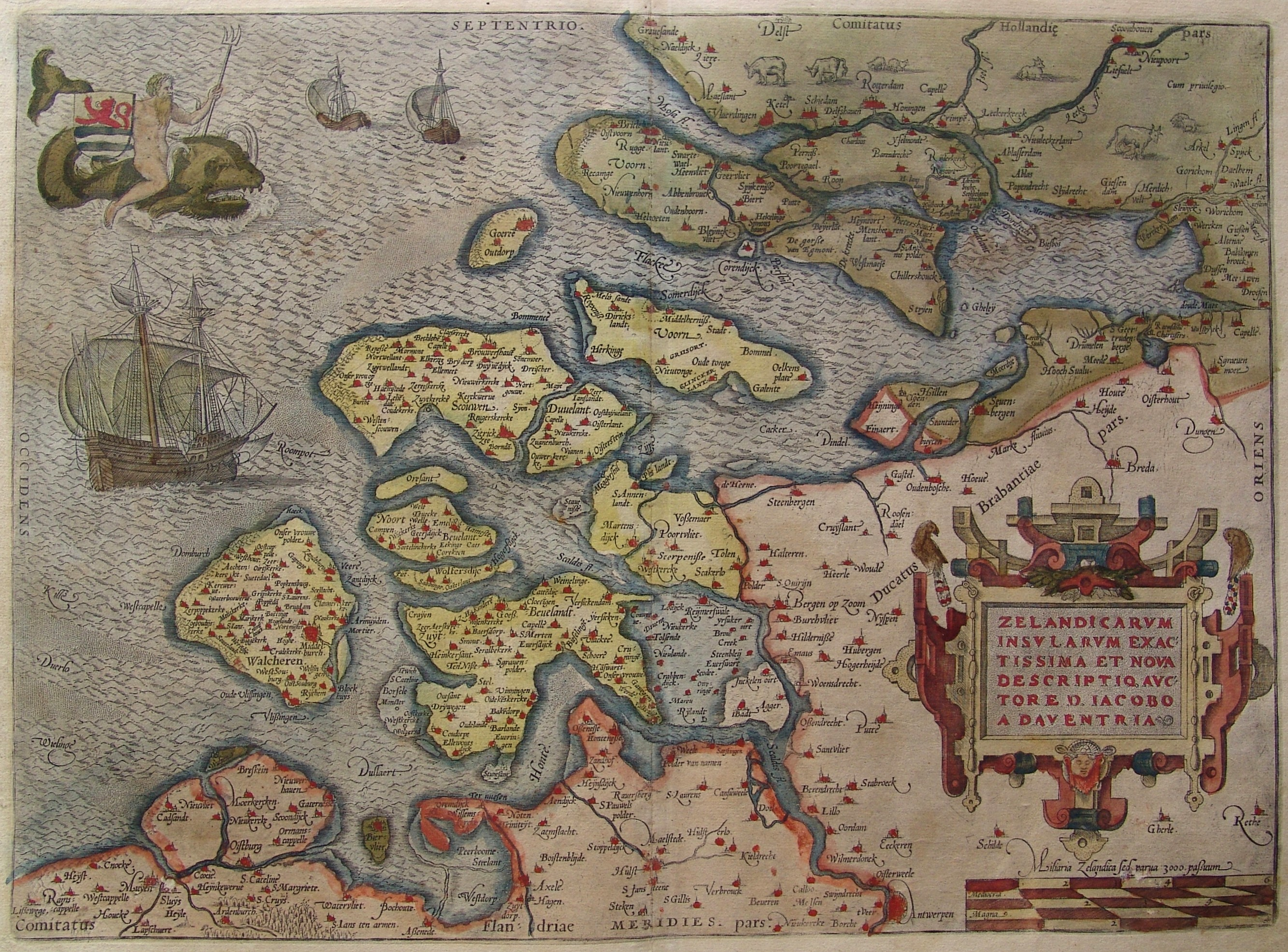
Zélande en 1580

Cours d'eau du delta :
- Afgedamde Maas
- Amer
- Bergsche Maas
- Bernisse
- Botlek
- Canal de l'Escaut au Rhin
- Canal de la Mer du Nord
- Canal Gand-Terneuzen
- Dordtsche Kil
- Eendracht
- Escaut
- Hollands Diep
- IJssel
- IJssel hollandais
- Lek
- Merwede inférieure
- Merwede supérieure
- Nieuwe Waterweg
- Noord
- Nouvelle Merwede
- Nouvelle Meuse
- Oude Maasje
- Scheur
- Spui
- Vieille Meuse
- Waal

Lacs et bras de mer :
- Brielse Meer
- Escaut occidental
- Escaut oriental
- Grevelingenmeer
- Haringvliet
- Keeten-Mastgat
- Krabbenkreek
- Krammer
- Sloe
- Veerse Meer
- Zandkreek

### Exutoire
L'eau du Rhin se répand sur une vaste zone, qui va de l'embouchure du Rhin à l'IJsselmeer, en particulier au travers du défluent que constitue l'IJssel. Dans ces conditions, il est important qu'aucune pollution chimique ou radio-active ne vienne polluer l'eau. Ainsi, la ville de Rotterdam doit draguer des millions de mètres cubes d'alluvions rhénanes polluées par an, pour les transporter dans une décharge pour déchets toxiques. Selon l'université de Bâle, le Rhin rejette à la mer 191 millions de particules de plastique flottantes chaque jour,.
Les Pays-Bas ont installé une station d'alerte à l'entrée du Rhin dans leur pays, plus précisément à Lobith, ainsi qu'une station à l'entrée de la Meuse, à Eijsden.
Les eaux du Rhin et de la Meuse rejoignent actuellement la Mer du Nord en cinq endroits:
- Haringvlietdam (barrage qui ferme le Haringvliet)
- Nieuwe Waterweg (canal qui relie Rotterdam à la Mer du Nord)
- Canal de la Mer du Nord, qui relie Amsterdam à IJmuiden
- Digue de fermeture de l'IJsselmeer (connue sous le nom d'Afsluitdijk), en deux endroits (écluses de Stevin à Den Oever et écluses de Lorentz à Kornwerderzand).

### Îles
Le delta forme de nombreuses îles :
- Dordrecht
- Goeree-Overflakkee
- Hoeksche Waard
- IJsselmonde
- Rozenburg
- Schouwen-Duiveland
- Tholen
- Tiengemeten
- Putten
- Voorne

Plusieurs anciennes îles ont été rattachées à la terre ferme :
- Noord-Beveland
- Sint Philipsland
- Walcheren
- Zuid-Beveland

### Géographie politique
Le delta s'étend au sud-ouest des Pays-Bas sur les provinces du Brabant-Septentrional, de Hollande-Méridionale et de Zélande.

## Économie
Les trois fleuves formant le delta sont des voies d'eau navigables. Celui-ci est l'entrée depuis la mer du Nord vers l'hinterland allemand et centre-européen (et, dans une moindre importance, français). Les principaux ports du delta sont Rotterdam, Anvers, Flessingue, Amsterdam (à travers le canal d'Amsterdam au Rhin) et Gand (à travers le canal Gand-Terneuzen).
Les terres émergées du delta sont protégées des inondations par les ouvrages d'art du plan Delta.

## Pour approfondir

### Sources
- (de) Cet article est partiellement ou en totalité issu de l’article de Wikipédia en allemand intitulé « Rhein-Maas-Delta » (voir la liste des auteurs).